# Торрес, Ферран
Ферра́н То́ррес Гарси́я (исп. Ferran Torres García; род. 29 февраля 2000, Фойос) — испанский футболист, вингер клуба «Барселона» и сборной Испании.

## Клубная карьера

### «Валенсия»
Ферран является воспитанником футбольной академии «Валенсии» и прошёл через все юношеские команды этого клуба. За «Месталью» — вторую команду «летучих мышей» — он дебютировал 15 октября 2016 года в матче против «Мальорки B».

### «Манчестер Сити»
4 августа 2020 английский клуб подтвердил подписание с Торресом пятилетнего контракта до 2025. Сумма трансфера составила €23 млн. (£20,8 млн.) плюс бонусы. Позже клуб объявил, что игрок взял 21 номер, который ранее носил легенда клуба — Давид Сильва, также перешедший из «Валенсии».

### «Барселона»
28 декабря 2021 года «Барселона» объявила о подписании контракта с Торресом, срок действия — до 30 июня 2027 года, отступные — один миллиард евро.

## Карьера в сборной
В 2017 году Ферран был вызван главным тренером юношеской сборной Испании Санти Денией на юношеский чемпионат Европы (до 17 лет) в Хорватии. Он принял участие во всех шести встречах турнира, однако так и не смог забить ни одного гола. Тем не менее, ему удалось стать чемпионом Европы в составе этой команды.
В том же 2017 году сыграл в сборной Испании до 17 лет на чемпионат мира среди сборных до 17 лет). Ферран Торрес сыграл во всех матчах чемпионата. В финале испанцы проиграли команде из Англии.
3 сентября 2020 года дебютировал в стартовом составе главной сборной в матче Лиги наций против сборной Германии и провёл на поле все 90 минут. 6 сентября 2020 года в своём втором матче за сборную забил сборной Украины на стадионе «Альфредо ди Стефано». 17 ноября 2020 года оформил хет-трик в матче против Германии (6:0).
6 октября 2021 года сделал дубль в ворота сборной Италии на «Сан-Сиро» в полуфинале Лиги наций (2:1).
23 ноября 2022 года на стадионе «Эль-Тумама» в Дохе в своём первом матче на чемпионатах мира Торрес сделал дубль в ворота сборной Коста-Рики (7:0).

## Статистика
| Клуб             | Сезон            | Лига | Лига | Кубок | Кубок | Еврокубки | Еврокубки | Итого | Итого |
| Клуб             | Сезон            | Игры | Голы | Игры  | Голы  | Игры      | Голы      | Игры  | Голы  |
| ---------------- | ---------------- | ---- | ---- | ----- | ----- | --------- | --------- | ----- | ----- |
| Валенсия         | 2017/18          | 13   | 0    | 3     | 0     | 0         | 0         | 16    | 0     |
| Валенсия         | 2018/19          | 24   | 2    | 6     | 1     | 7         | 0         | 37    | 2     |
| Валенсия         | 2019/20          | 34   | 4    | 4     | 0     | 6         | 2         | 44    | 6     |
| Валенсия         | Итого            | 71   | 6    | 13    | 1     | 13        | 2         | 97    | 9     |
| Манчестер Сити   | 2020/21          | 24   | 7    | 6     | 2     | 6         | 4         | 36    | 13    |
| Манчестер Сити   | 2021/22          | 4    | 2    | 2     | 1     | 1         | 0         | 7     | 3     |
| Манчестер Сити   | Итого            | 28   | 9    | 8     | 3     | 7         | 4         | 43    | 16    |
| Барселона        | 2021/22          | 18   | 4    | 2     | 1     | 6         | 2         | 26    | 7     |
| Барселона        | 2022/23          | 33   | 4    | 5     | 0     | 7         | 3         | 45    | 7     |
| Барселона        | 2023/24          | 29   | 7    | 5     | 1     | 8         | 3         | 42    | 11    |
| Барселона        | 2024/25          | 27   | 10   | 7     | 6     | 11        | 3         | 45    | 19    |
| Барселона        | 2025/26          | 1    | 1    | 0     | 0     | 0         | 0         | 1     | 1     |
| Барселона        | Итого            | 108  | 26   | 19    | 8     | 32        | 11        | 159   | 45    |
| Всего за карьеру | Всего за карьеру | 207  | 41   | 40    | 12    | 52        | 17        | 299   | 70    |

## Достижения

### Командные
«Валенсия»
- Обладатель Кубка Испании: 2018/19

«Манчестер Сити»
- Чемпион Англии: 2020/21
- Обладатель Кубка футбольной лиги: 2020/21
- Финалист Лиги чемпионов УЕФА: 2020/21

«Барселона»
- Чемпион Испании (2): 2022/23, 2024/25
- Обладатель Кубка Испании: 2024/25
- Обладатель Суперкубка Испании (2): 2023, 2025

Сборная Испании
- Чемпион Европы: 2024
- Победитель Лиги наций УЕФА: 2022/23
- Победитель юношеского чемпионата Европы (до 17 лет): 2017
- Победитель юношеского чемпионата Европы (до 19 лет): 2019

### Личные
- Лучший бомбардир Кубка Испании: 2024/25 (6 голов)[12]
- Лучший игрок финала Кубка Испании: 2024/25[13]